# Estação Ferroviária de Algueirão-Parque
A Estação Ferroviária de Algueirão - Parque é uma interface de concentração da Linha de Sintra, situada no concelho de Sintra, em Portugal.

## Descrição

### Vias de circulação e plataformas
Em Janeiro de 2011, esta estação dispunha de três vias de circulação, com 1115, 1000 e 640 m de comprimento, não possuindo quaisquer plataformas.

## História

### Inauguração
Insere-se no traçado original da Linha de Sintra, entre Alcântara-Terra e Sintra, que entrou à exploração em 2 de Abril de 1887.